# Polymer Competence Center Leoben
Das Polymer Competence Center Leoben (PCCL) ist ein außeruniversitäres, anwendungsorientiertes und kooperatives Forschungsunternehmen auf dem Gebiet der Kunststofftechnik und Polymerwissenschaften. Es ist, neben dem Materials Center Leoben (MCL) und dem Erich Schmid Institut der ÖAW (ESI), Teil des werkstoffwissenschaftlichen Clusters am Campus der Montanuniversität Leoben im Impulszentrum für Werkstoffe (IZW).

## Geschichte
Das PCCL wurde im Jahr 2002 im Rahmen des Kplus-Kompetenzzentrenprogramms begründet. Seit 2010 ist es ein K1-Zentrum im COMET-Programm.

## Organisation

### Beteiligungen
Gesellschafter sind:
- Montanuniversität Leoben (35 %),
- Technische Universität Graz (17 %),
- JOANNEUM RESEARCH Forschungsgesellschaft mbH (17 %),
- Leoben Holding GmbH (5 %),
- Upper Austrian Research GmbH (UAR) (26 %).[4]

Wissenschaftliche Partner sind u. a.:
- Technische Universität Wien (mehrere Institute),
- Technische Universität München (Lehrstuhl für Carbon Composites),
- Austrian Institute of Technology GmbH,
- Politecnico di Milano (mehrere Departments),
- Transfercenter für Kunststofftechnik GmbH, Wels.[5]

### Förderungen
Seit 2009 wird das PCCL im Rahmen des COMET – Kompetenzzentrenprogramms als "K1"-Zentrum gefördert.
Oberösterreich fokussiert sich dabei auf den Leichtbau und Energie, die Steiermark auf Automobilität in Graz und Werkstoffe in Leoben. In den Bereich der PCCL sollen bis in die nächsten Jahre 20 Mio. € Fördergelder investiert werden.
Die Erlösentwicklung- der Comet incl. der Non-Comet-Umsätze zeigt eine stetige Steigerung von 4,5 Mio. im Jahr 2010 auf 8 Mio. € im Jahr 2013.

### Kooperationen
Partnerunternehmen im Sinne des COMET-Förderprogrammes sind Unternehmen, die gemeinsam mit dem PCCL projektspezifische Problemstellungen lösen und sich an der Finanzierung des Forschungsprogrammes beteiligen. Zu diesen Partnern gehören Ingenieurbüros, Klein- und Mittelbetriebe bis hin zu Global Playern aus den unterschiedlichsten Sektoren der Kunststoffbranche.
Neben diesen Partnern spricht das PCCL viele Unternehmen der beteiligten Branchen als Sponsoren z. B. für Kolloquien und Veranstaltungen an und pflegt Netzwerke rund um Materialwissenschaften, Kunststofftechnik, Nanotechnologien, Carbonfaser-Kunststoff Verbundwerkstoffe, Simulation von Prozesstechniken, Solartechnik und den Autocluster Steiermark.
Angewandtere Forschung und Entwicklung (F&E) im Bereich Werkstoffwissenschaft wird an der gleichen Adresse am Materials Center Leoben betrieben.

## Tätigkeit und Arbeitsfelder
Zweck des PCCL ist es, die langfristige Zusammenarbeit von Unternehmen und den technischen Universitäten Österreichs zu organisieren und die Forschung mit den Anforderungen der Industrie, aber auch Klein- und Mittelbetrieben zu vernetzen und anwendbare Produkte und Prozesse zu entwickeln.

### Forschungsfelder
Bei der vorwiegend anwendungsorientierten Forschung des PCCL werden die Eigenschaften der Kunststoffe wie beispielsweise Härte, Elastizität, Oberflächenbeschaffenheit, Leitfähigkeit oder Gewicht für bestimmte Funktionen optimiert und die für deren Herstellung notwendige Werkzeuge entwickelt. Dies ist besonders bei der Entwicklung von leichten Strukturbauteilen und innovativen Funktionswerkstoffen der Automobilindustrie, Luftfahrtindustrie, Verpackungsindustrie, Solartechnik und der Effizienzsteigerung in der Elektrotechnik, Hochspannungstechnik und Elektronik ebenso wie für die alternative Energiegewinnung durch polymerbasierte Materialien von großer Bedeutung.
Das Angebot des PCCL für Wissenschaft und Industrie gliedert sich in die Arbeitsbereiche:
- Elastomer- und Oberflächenchemie
- Material- und Prozessentwicklung für die Extrusion
- Elastomere: Werkstoffe und Technologie
- Optische und haptische Werkstoffeigenschaften
- Simulation und Modellierung
- Faserverbundwerkstoffe
- Werkstoffprüfung und Bruchmechanik
- Alterungsverhalten von Kunststoffen
- Verbundmaterialien in der Elektrotechnik[21]

Entwickelt wurde zum Beispiel ein Prüftool zur Kontrolle der Oberflächengüte von Produkten – oder auch ein "künstliches Auge", eine Kamera, die eine Charakterisierung von Oberflächenerscheinungen ermöglicht.
Die etwa 100 angestellten wissenschaftlichen Mitarbeiter (Stand: 2013), Masterstudenten oder Doktoranden, die diese Forschungen durchführen, verdienen etwa ab zwischen 28.000 und 38.000,- € pro Jahr und haben im Zeitraum 2002 bis 2013 19 Patente erlangt, 56 Dissertationen, 125 Diplom/Masterarbeiten und 127 Baccalaureatsarbeiten vollendet und 202 Publikationen und 538 Konferenzbeiträge veröffentlicht.
Die Mitarbeiterstruktur ist: 40 % Wissenschaftler, 26 % Studenten, 15 % Post-Doc Forscher, 13 %Techniker, 6 % Verwaltung.

## Auszeichnungen
- EARTO Innovation Award 2016:
  - Gewinner in der Kategorie Impact Delivered für die Entwicklung des weltweit ersten anti-allergenen Operationshandschuh Sempermed® Syntegra UV[25]
- Living Standards Award 2016 des Austrian Standards International[26]
- Fast Forward Award 2015:
  - Gewinner in der Kategorie Smart Production and Services[27]
- Österreicher des Jahres 2014 in der Kategorie Forschung: Bei der alljährlich von der Tageszeitung Die Presse und dem ORF vergebenen Auszeichnungen für Österreicher des Jahres wurde Dieter Gruber für seine Entwicklung im Bereich der "Oberflächeninspektion und Mustererkennung" zum Österreicher des Jahres 2014 in der Kategorie Forschung gekürt.[28]
- Houskapreis 2014: 3. Platz beim Houskapreis 2014 der B&C Privatstiftung für ein Kooperationsprojekt mit der Montanuniversität Leoben und zahlreichen Industriepartnern zum Thema "Measuring the Visible – der menschlichen Wahrnehmung entsprechende In-Line Inspektion von Oberflächeneigenschaften" unter der Leitung von Dieter Gruber[29]
- Staatspreis Mobilität 2013: Gewinner in der Kategorie Forschen. Entwickeln. Neue Wege weisen. für das Projekt CULT (Cars´Ultra Light Technology), eine Kooperation zwischen Magna Steyr Fahrzeugtechnik, des PCCL, der TU Wien, der MU Leoben, dem Österreichischen Gießerei-Institut, der FACC  und der 4a manufacturing[30]
- Fast Forward Award 2012:
  - Gewinner in der Kategorie Forschungseinrichtungen mit UV-Vernetzung von Latex für die Medizintechnik[31]
  - In der Kategorie Kleinstunternehmen gewann IM Polymer GmbH in Kooperation mit PCCL[32][31]